# Giro dei Paesi Baschi femminile
Il Giro dei Paesi Baschi femminile, o Itzulia Women, è una corsa ciclistica a tappe femminile che si svolge nella Comunità Autonoma dei Paesi Baschi dal 2022. Fa parte dell'UCI Women's World Tour.
 
La corsa venne ideata nel 2021 in sostituzione della Classica di San Sebastián femminile.

## Albo d'oro
Aggiornato all'edizione 2025.
| Anno | Vincitrice     | Seconda              | Terza                |
| ---- | -------------- | -------------------- | -------------------- |
| 2022 | Demi Vollering | Pauliena Rooijakkers | Kristen Faulkner     |
| 2023 | Marlen Reusser | Demi Vollering       | Katarzyna Niewiadoma |
| 2024 | Demi Vollering | Mischa Bredewold     | Juliette Labous      |
| 2025 | Demi Vollering | Mischa Bredewold     | Sarah Van Dam        |

## Statistiche

### Vittorie per nazione
Aggiornato all'edizione 2025.
| Pos. | Paese       | Vittorie |
| ---- | ----------- | -------- |
| 1    | Paesi Bassi | 3        |
| 2    | Svizzera    | 1        |